# Yvon Michel
 (février 2021).
La mise en forme du texte ne suit pas les recommandations de Wikipédia : il faut le « wikifier ».
Les points d'amélioration suivants sont les cas les plus fréquents. Le détail des points à revoir est peut-être précisé sur la page de discussion.
- Les titres sont pré-formatés par le logiciel. Ils ne sont ni en capitales, ni en gras.
- Le texte ne doit pas être écrit en capitales (les noms de famille non plus), ni en gras, ni en italique, ni en « petit »…
- Le gras n'est utilisé que pour surligner le titre de l'article dans l'introduction, une seule fois.
- L'italique est rarement utilisé : mots en langue étrangère, titres d'œuvres, noms de bateaux, etc.
- Les citations ne sont pas en italique mais en corps de texte normal. Elles sont entourées par des guillemets français : « et ».
- Les listes à puces sont à éviter, des paragraphes rédigés étant largement préférés. Les tableaux sont à réserver à la présentation de données structurées (résultats, etc.).
- Les appels de note de bas de page (petits chiffres en exposant, introduits par l'outil «  Source ») sont à placer entre la fin de phrase et le point final[comme ça].
- Les liens internes (vers d'autres articles de Wikipédia) sont à choisir avec parcimonie. Créez des liens vers des articles approfondissant le sujet. Les termes génériques sans rapport avec le sujet sont à éviter, ainsi que les répétitions de liens vers un même terme.
- Les liens externes sont à placer uniquement dans une section « Liens externes », à la fin de l'article. Ces liens sont à choisir avec parcimonie suivant les règles définies. Si un lien sert de source à l'article, son insertion dans le texte est à faire par les notes de bas de page.
- La présentation des références doit suivre les conventions bibliographiques. Il est recommandé d'utiliser les modèles {{Ouvrage}}, {{Chapitre}}, {{Article}}, {{Lien web}} et/ou {{Bibliographie}}. Le mode d'édition visuel peut mettre en forme automatiquement les références.
- Insérer une infobox (cadre d'informations à droite) n'est pas obligatoire pour parachever la mise en page.

Pour une aide détaillée, merci de consulter Aide:Wikification.
Si vous pensez que ces points ont été résolus, vous pouvez retirer ce bandeau et améliorer la mise en forme d'un autre article.
Yvon Michel (né le 22 juin 1953) est un ex-entraineur olympique, promoteur québécois et le président fondateur de GYM (Groupe Yvon Michel), une firme de boxe professionnelle montréalaise dont ont notamment fait partie les ex-champions du monde Joachim Alcine (champion WBA des poids super mi-moyens), Jean Pascal et Adonis Stevenson (champions WBC des poids mi-lourds), Artur Beterbiev (champion WBC & IBF des mi-lourds) et Eleider Alvarez (champion WBO des mi-lourds). Présentement, les boxeurs de GYM sont la championne IBF des super mi-moyens Marie-Eve Dicaire, le poids lourds Oscar Rivas, la championne d'Amérique du Nord NABF des poids mouches, Kim Clavel, Mikael Zewski ainsi que Sébastien Bouchard, Marie-Pier Houle, Wilfred Seyi et Terry Osias.

## Biographie
Natif d'Arthabaska, Yvon Michel est né dans une ferme. Il est le 5e enfant d'une famille de 9 enfants. Il a fait ses études collégiales au Cégep de Sherbrooke (1972-75). Bachelier en enseignement de l'éducation physique de l'Université du Québec à Trois-Rivières (UQTR) en 1978, il a également obtenu une maîtrise en entraînement de la boxe. 
Durant ses études, Yvon Michel a joué au football  pour les Volontaires du collège de Sherbrooke et évolué au poste de secondeur de ligne pour les Patriotes de l'UQTR. Il a d'abord été professeur d'éducation physique au niveau primaire et chargé de cours au module d'éducation physique de l'UQTR de 1978 à 1980.

## Boxe amateur et olympique
Directeur technique de la Fédération québécoise de boxe olympique en 1980, il ajoute le programme de haute performance à sa tâche en 1983. Yvon Michel met beaucoup d'énergie dans la promotion et le développement de la boxe au Québec. En 1983 il est nommé entraineur chef de l'équipe nationale junior. En 1985, il est nommé, par l'association canadienne de boxe amateur, entraîneur-chef du Centre national à Montréal. En 1985, il acceptait également d’assumer les fonctions de directeur général de la Fédération québécoise de boxe olympique. 
Entraîneur-chef de l'équipe nationale du Canada, Yvon Michel a dirigé les boxeurs canadiens de 1992 à 1998, notamment aux Jeux Olympiques d'Atlanta en 1996. Il a conduit le Canada à ses meilleurs résultats lors des Jeux Panaméricains à Mal Del Plata, en Argentine, en 1995, ainsi qu'aux Jeux du Commonwealth à Victoria, en 1994. Sous sa direction, l’équipe nationale canadienne a obtenu un niveau record de victoires et de médailles sur la scène internationale.
Yvon Michel a été intronisé au Temple de la renommée de la boxe au Canada (en), à titre de bâtisseur, le 29 avril 2017. Cette même année, il a été élu au poste  de directeur au sein du bureau de direction de Boxe Canada pour 3 ans, et il a été réélu par acclamation pour un autre mandat de 3 ans en 2020.  

## Analyste à la télévision
Parallèlement Yvon Michel connait une carrière à la télévision comme analyste de boxe. Tout d'abord pour la boxe amateur, il a été analyste à Radio-Canada pour toutes les émissions de boxe de 1984 à 1989 notamment pour les Jeux Olympiques de Los Angeles en 1984 et de Séoul en 1988 ainsi que les jeux du Commonwealth en Écosse en 1986. Lors des Jeux Olympiques de Barcelone en 1992 il occupait les mêmes fonctions pour TVA (réseau de télévision). 
Depuis 1989, sa carrière à la télévision prend la voie du Réseau Des Sports (RDS) alors qu'il devient analyste pour les émissions de boxe professionnelle en compagnie de Jean-Paul Chartrand. En date du 31 décembre 2020, ils avaient commentés ensemble, 1612 émissions de boxe à RDS et ça continue.

## Boxe professionnelle
Yvon Michel est arrivé en boxe professionnel en 1991 alors que 2 boxeurs amateurs, Stéphane Ouellet et Éric Lucas voulaient entreprendre une carrière chez les professionnels. Il fonda alors Boxart, une compagnie de gérance, qui réunissait 42 actionnaires afin de subvenir aux besoins des 2 boxeurs. Il est celui qui a orchestré le passage chez les professionnels et la montée de Stéphane Ouellet à titre d'emblème de la boxe au Québec. En 1993 il participait à la fondation de la compagnie de promotion KOntact qui venait en aide à l'organisation des combats de Ouellet et Lucas. De 1997 à 2004, il a occupé le poste de directeur-général de la compagnie de promotion de boxe professionnelle, InterBox. Durant cette période, InterBox a dirigé trois boxeurs (Davey Hilton Jr, Éric Lucas et Leonard Dorin) qui sont devenus champions du monde. 
À l'été 2004, avec l'aide d'amis, Alexandra Croft et Bernard Barré, il a fondé sa propre entreprise, GYM (Groupe Yvon Michel), dont il est le patron. Depuis, GYM est devenu l’organisation la plus prolifique de l'histoire de la boxe professionnelle au Canada. Depuis sa fondation GYM a mis sur pied 154 galas au Québec, participé à 35 galas internationaux à l’extérieur du Québec. 6 de ses boxeurs sont devenus champions du monde, Joachim Alcine, Jean Pascal, Adonis Stevenson, Artur Beterbiev, Eleider Alvarez et Marie-Eve Dicaire. 16 boxeurs de l’organisation ont livré 47 combats de championnat du monde conservant une excellente fiche de 24 victoires, 21 revers et 2 nuls.
Durant cette période les grands réseaux de télévision américains ont été plus actifs que jamais à venir au Québec afin de télédiffuser les évènements les plus importants de l’organisation. À 34 reprises les grands réseaux américains ont présenté un gala GYM, une vitrine exceptionnelle du savoir québécois dont à HBO (8), Showtime (7), ESPN2 (10), Wealth TV (4), Spike TV (2), ESPN (1), CBS (1) et NBC Sports (1).
Dans la même veine, au total plus de 201 galas ont été mis sur pied par Yvon Michel dont 154 avec GYM, les autres avec Boxart, KOntact et InterBox. Il a également participé à la tenue de 52 événements internationaux à l'extérieur du Canada. 10 de ses boxeurs sont devenus champions du monde dont Éric Lucas, Davey Hilton Jr., Leonard Dorin, Juan Urango, Joachim Alcine, Jean Pascal, Adonis Stevenson, Artur Beterbiev, Eleider Alvarez et Marie-Eve Dicaire. Il est celui qui a mis sous contrat et amené au Canada Lucian Bute et Adrian Diaconu qui sont également devenus champions du monde. 22 de ses boxeurs ont participé à 64 combats de championnat du monde conservant une excellente fiche de 32 victoires, 29 défaites et 3 verdicts nuls. Il a été responsable de la seule prestation, au Canada, du membre du panthéon de la boxe internationale, Arturo Gatti, en septembre 2000 au Centre Molson de Montréal. Baptisé la "GattiMania" cet événement a attiré plus de 15,000 spectateurs. Le 17 décembre il permet à Marie-Eve Dicaire de redevenir championne des super-mi-moyennes IBF face à la mexicaine Cynthia Lozano.

## Famille
Sa conjointe depuis 2011 Stéphanie Drolet, animatrice radio, est aujourd'hui la présidente fondatrice de la Fondation Yvon Michel qui organise des ventes aux enchères ou des soirées dans le but de  subventionner la fondation de l'université McGill, plus précisément, le groupe de recherche sur le cancer du sein métastatique. Cette maladie a causé le décès de la mère de Stéphanie Drolet. En 3 ans la fondation a fait des dons de 254 000 $.
Il a 2 enfants: Sylvio né en février 2007 et Matéo né en février 2008.